# Venturia erythrogaster
Venturia erythrogaster là một loài tò vò trong họ Ichneumonidae.